# Lago de Maracaibo
El lago de Maracaibo es un lago costero de agua dulce ubicado en la parte más occidental de Venezuela, contenido en su mayor proporción por el estado de Zulia y en menor proporción por los estados de Trujillo y Mérida. Según los autores, se le define como una gran bahía semicerrada y salobre, o más comúnmente se lo considera un lago. Aunque, en los actuales momentos, por sus características geológicas, no debe ser considerado como tal. Con una superficie de entre 13 210 y 13 820 km², es el más grande de América Latina y el 19.º entre los lagos más grandes del mundo. El registro geológico demostró que en el pasado ha sido un indiscutible lago, y como tal, el segundo más antiguo de la Tierra, con una antigüedad de entre 20 y 36 millones de años. Si bien se conecta al mar de manera similar a una laguna costera, la enorme antigüedad, su historia geológica y la importante profundidad del Maracaibo lo diferencian de las verdaderas lagunas costeras, las que poseen una historia geológica moderna (con antigüedades de pocos miles de años) y una escasa profundidad (generalmente menor a 5 m) que las relaciona con las lagunas.
En el extremo norte se conecta con el golfo de Venezuela por un estrecho de 55 km. Es alimentado por numerosos ríos, el más grande es el río Catatumbo. La cuenca de Maracaibo es una de las zonas de mayor riqueza petrolífera del mundo con más de 15 000 pozos perforados en su cuenca desde 1914. En esta área se presenta el denominado relámpago del Catatumbo, fenómeno que mediante 1 176 000 relámpagos por año, genera hasta cerca del 10 % del ozono atmosférico del planeta. Era llamado Coquivacoa por los aborígenes.

## El puente

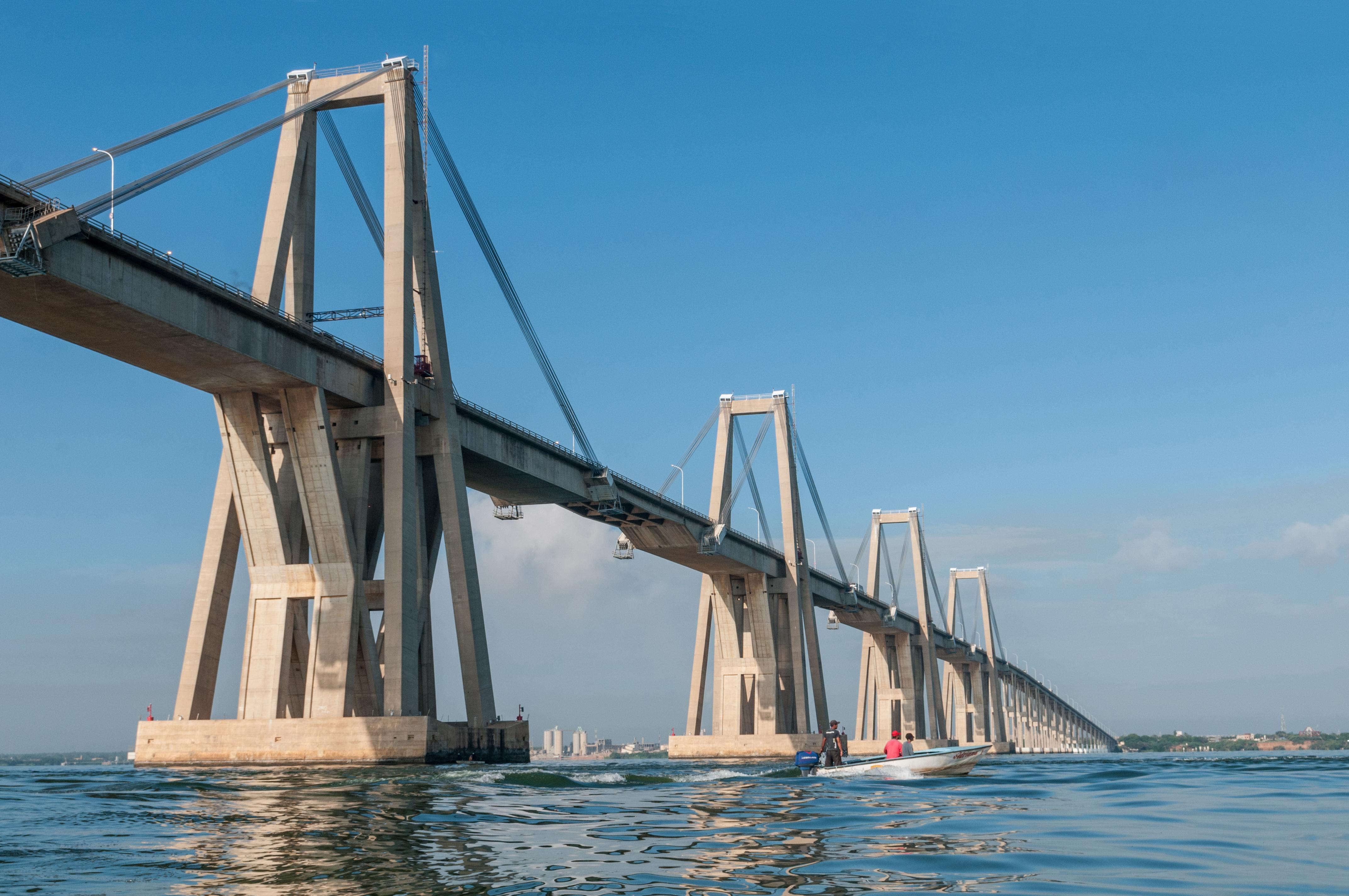
Vista del Puente General Rafael Urdaneta.

La costa oriental del Lago de Maracaibo se une con la occidental gracias al puente General Rafael Urdaneta, de 8678 metros de longitud, ostentando el título de ser el puente de hormigón sobre pilones más largo del mundo al momento de su inauguración en 1962. Ubicado en la parte sur del Estrecho de Maracaibo, tiene dos canales en cada sentido del tránsito, en tanto que su altura permite el paso de embarcaciones de hasta 45 metros de altura sobre el agua.

## Geología
El lago de Maracaibo se encuentra dentro de la cuenca del mismo nombre, es una fosa tectónica formada durante el Jurásico, como un rift formado durante el desmembramiento de Pangea. Durante la historia de la cuenca ha tenido diferentes tamaños y formas, y ha estado seco o ha sido parte del mar abierto. Ha sido lago desde el Plioceno como un lago natural de agua dulce sin salida al mar. La cuenca del lago de Maracaibo está delimitada por 3 fallas que forman un triángulo que apunta hacia el sur, que son: falla de Oca - Ancón (que pasa por los Montes de Oca y el pueblo del Ancón de Iturre en realidad nace en la Sierra Nevada de Santa Marta y termina en la desembocadura del Río Tocuyo, en el mar Caribe); la falla de Boconó, (entre el nudo de  Pamplona y la desembocadura del río Tocuyo) y la falla de Santa Marta, entre el nudo de Pamplona y la Sierra Nevada de Santa Marta, pasando por  Santa Marta.
El lago de Maracaibo es el más grande de Sudamérica. Está ubicado en el estado Zulia, en Venezuela, con extensiones máximas de 110 kilómetros de ancho y hasta 160 de largo, con una superficie aproximada de 13 820 kilómetros cuadrados y sus costas se extienden por 728 kilómetros, alcanzando una profundidad máxima de 50 metros en la estación lluviosa. Tiene una gran riqueza petrolífera en donde se extrae la mayor parte de la producción de crudo del país. 
El lago de Maracaibo es un fenómeno excepcional en la geografía del mundo: es el único lago relacionado con el mar; y de hecho en su parte más norte se registran mareas marítimas en aguas particularmente salobres a pesar de las descargas de agua dulce provenientes de los ríos Catatumbo, Chama, Escalante, Motatán, Santa Ana, Apón y Palmar, entre otros.
La conformación de lo que es hoy el lago de Maracaibo se inició en el Mioceno, es decir en el cuarto período de la era terciaria, cuando aparecieron sobre la tierra los mamíferos evolucionados.
En el siguiente período geológico, en el Plioceno, la depresión del hoy lago de Maracaibo llegó a lo que sería prácticamente su forma actual. Los ríos que desembocan en el lago han ido definiendo sus riberas, especialmente aquellos que forman el delta del Sur del lago, donde confluyen los ríos Escalante, Catatumbo y Santa Ana.
En el Sur del lago las precipitaciones superan con creces las que se producen al norte de la cuenca, mientras que los vientos alisios cruzan la superficie lacustre en sentido Noreste-Suroeste, con temperaturas medias de 28 grados centígrados
Desde el lago, en dirección suroeste puede apreciarse el llamado relámpago del Catatumbo, un centelleo sin explosión en las altas capas atmosféricas, cuyas causas aún no están del todo claras y se debaten entre el choque de los vientos alisios con la muralla de accidentes orográficos de la cordillera de los Andes; o la gran cantidad de gases inflamables que se desprenden de las fuentes petrolíferas del lago. También se ha considerado que las condiciones climáticas de las ciénagas del Sur de lago puedan favorecer la producción del fenómeno, que según expertos ambientalistas contribuye con la regeneración de la capa de ozono de la Tierra.

## Historia

Maracaibo, Cabimas, Ciudad Ojeda y Gibraltar

Los aborígenes Añú que vivían en sus riberas lo llamaban Coquivacoa. También era habitado por otras tribus como los Wayú, los Caquetíos y los Quiriquires. Los Añú que habitaban en casas construidas sobre el agua sobre pilotes fueron la razón por la que el cosmógrafo Américo Vespucio y el conquistador español Alonso de Ojeda, descubridor del lago en 1499, llamaran al territorio Venezuela (pequeña Venecia).
Alonso de Ojeda quedó encerrado durante la marea baja y solo pudo salir cuando la barra que lo cerraba desapareció durante la marea alta. Este fenómeno de formación y desaparición de la barra en la entrada, se mantuvo durante siglos hasta que la construcción del canal de navegación en el siglo XX lo eliminó definitivamente. En las imágenes satelitales se puede apreciar el corte recto sobre la isla Zapara, haciendo la entrada del lago claramente artificial.
Durante el siglo XVII el lago de Maracaibo fue objeto de numerosas incursiones piratas. Entre los piratas que lo navegaron estuvieron:
- Enrique de Gerard (1614)
- William Jackson (1642)
- Jean-David Nau "El Olonés" (1666)
- Miguel El Vascongado (1667)
- Henry Morgan (1669)
- Michel de Grandmont (1678)

Durante la guerra de independencia se libraron varias batallas, siendo la última y más importante la Batalla naval del lago de Maracaibo en 1823. Frente a la isla San Carlos se libraron combates durante el Bloqueo naval a Venezuela de 1902-1903.
Con el descubrimiento de petróleo con el pozo Zumaque I (1914), y el reventón del pozo Barroso II, el lago de Maracaibo se convirtió en una de las principales áreas petroleras del mundo.

## Clima y meteorología

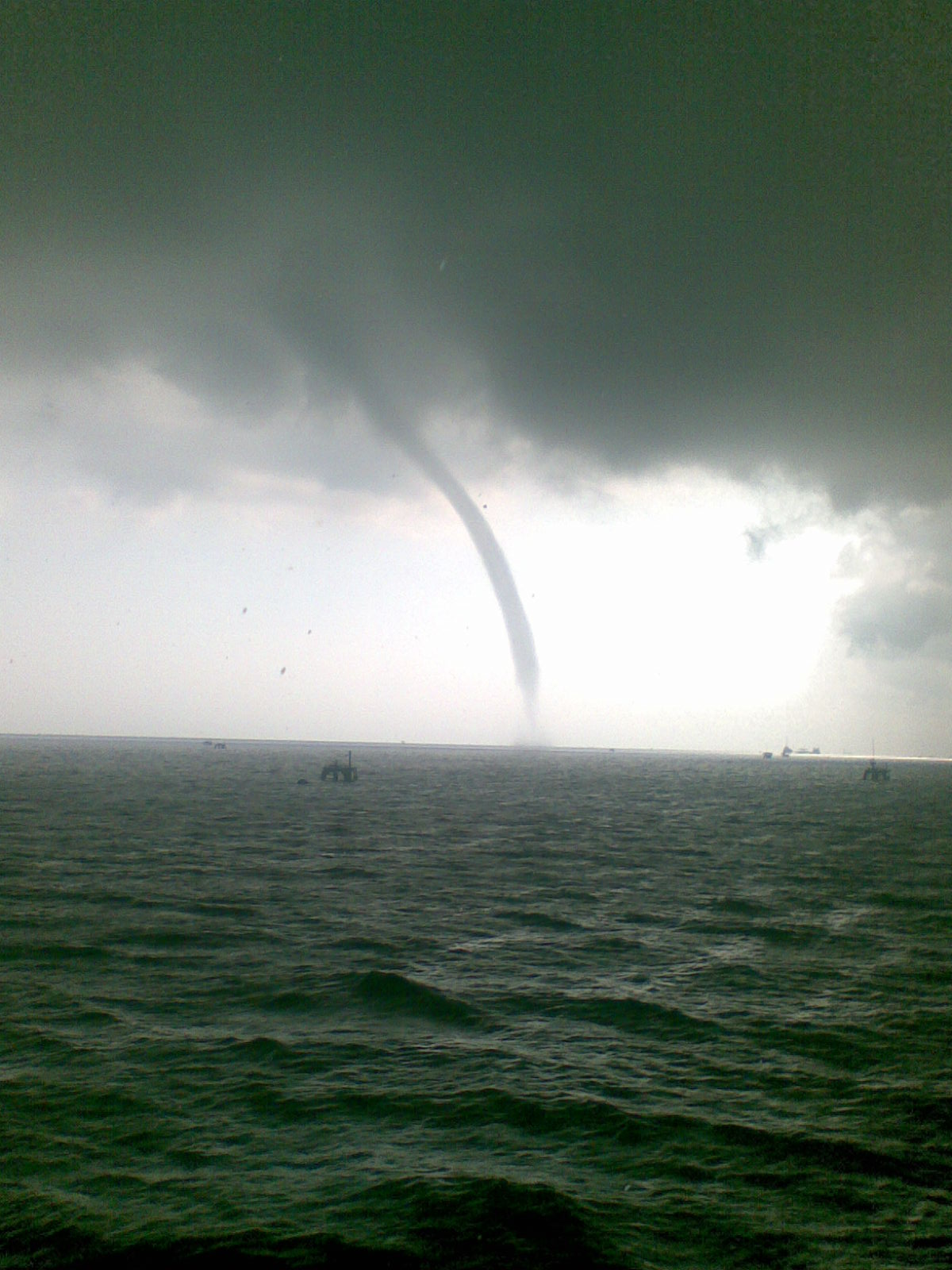
Tornado en el Lago de Maracaibo.

En la zona sur del lago de Maracaibo se presenta el fenómeno meteorológico conocido como relámpago del Catatumbo, que se caracteriza por la aparición de una serie de relámpagos de manera casi continua y prácticamente silente (no produce truenos). Este fenómeno se produce en nubes de gran desarrollo vertical que generan descargas eléctricas entre 1 y 4 kilómetros de altura, y es producto de una combinación de alta humedad en la superficie del lago, vientos recurrentes en horas de la tarde y un empinado gradiente altitudinal entre la cuenca del lago y las montañas circundantes (Perijá y la cordillera de Mérida).

## Ecosistema

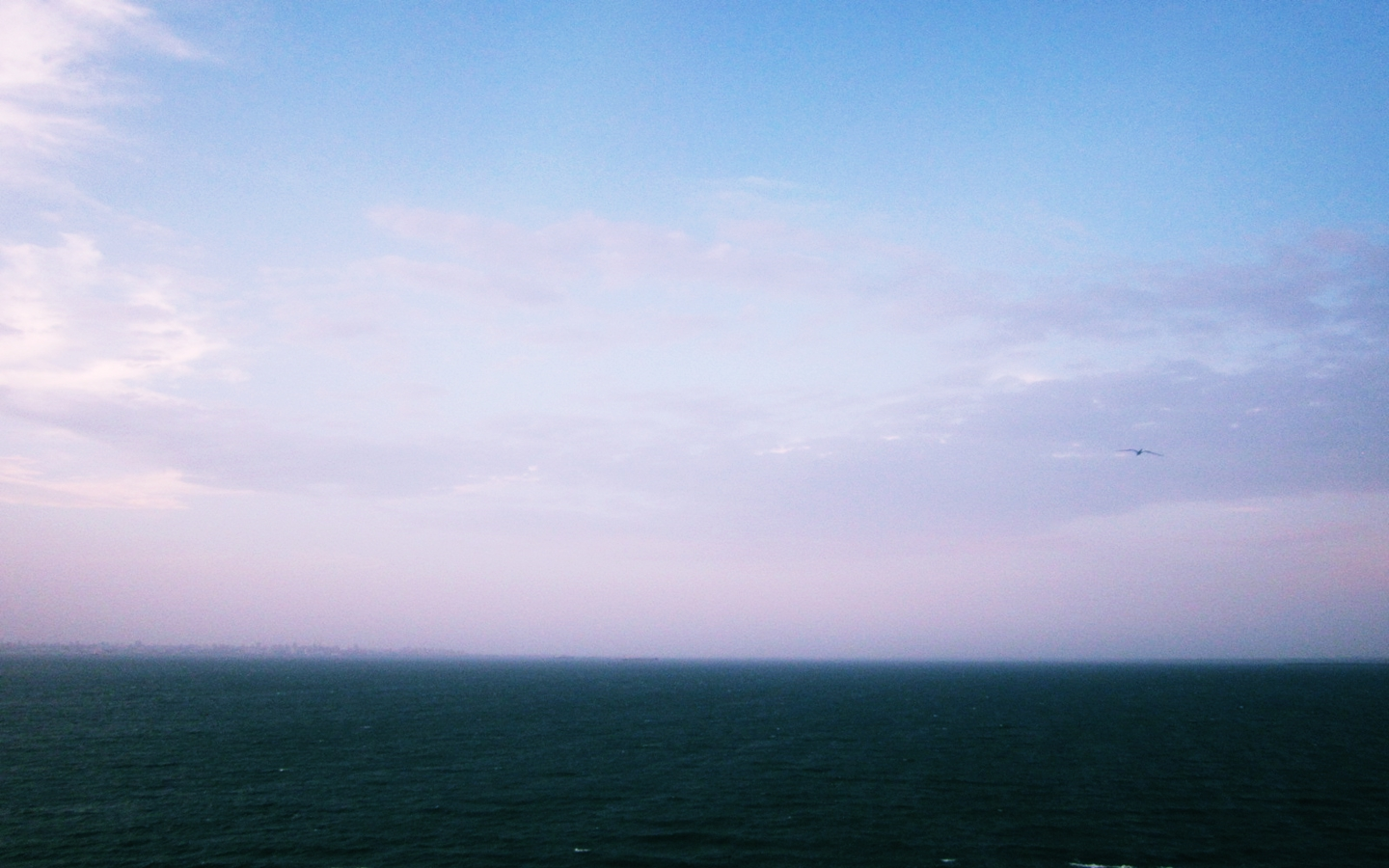
Lago de Maracaibo.

El lago de Maracaibo posee aguas bastante oxigenadas lo que lo hace rico en algas y por ende en peces, posee una gran biodiversidad.
Especies como las garzas, los caimanes, camarones, cangrejo azul, iguanas, bagres, meros, lisas, bocachicos, peces armadillos, pelícanos y plantas de coco son los más comunes en el lago, también se han detectado la presencia rara de pavones y delfines.
Existen numerosas especies de peces endémicos de la cuenca del lago de Maracaibo, entre ellos Lamontichthys maracaibero.

## Afluentes
El lago de Maracaibo tiene 135 afluentes, entre los cuales se encuentran:
- Río Catatumbo
- Río Chama
- Río Motatán
- Río Limón
- Río Palmar
- Río Aricuaisa
- Río Apón
- Río Bravo
- Río Onía
- Río Misoa
- Río Santa Ana
- Río Tucaní
- Río Caús
- Río Burro Negro
- Río Machango
- Río Mene
- Río Aurare
- Río Tamare
- Río Ulé

## Islas
El lago de Maracaibo tiene numerosas islas, algunas son de origen sedimentario como Zapara, Pescadores y San Carlos, mientras que otras son de origen tectónico como Toas. La mayoría de las islas están ubicadas en la zona de la bahía del tablazo y forman el Municipio Almirante Padilla. Las islas el Burro, Providencia, el Hijacal, de los Pájaros y las artificiales están ubicadas en el cuello del lago y pertenecen a otros municipios.
Islas naturales del lago de Maracaibo:
- Isla de San Carlos
- Isla San Bernardo
- Isla de Zapara
- Isla de Toas
- Isla de Providencia
- Isla de Pescadores
- Isla Los Pájaros
- Isla el Burro
- Isla el Hicacal
- Isla de los Pájaros
- Isla Sabaneta de Montiel
- Isla Azul

Islotes:
- Islote de Maraca
- Islote de Juan Zenon
- Islote de Pedro Colina
- Islote de Camargo
- Islote de Los Gusanos
- Islote de Barboza
- Islote de Bajo Frío

Islas artificiales del lago de Maracaibo:
- Isla Dorada. Conjunto residencial en la  Parroquia Coquivacoa de la ciudad de Maracaibo.
- Isla Caracas. Conjunto residencial en la  Parroquia Coquivacoa de la ciudad de Maracaibo.
- Isla Maracaibo. Conjunto residencial en la  Parroquia Coquivacoa de la ciudad de Maracaibo.
- Isla La Salina. Isla creada para el llenado de tanqueros petroleros en la ciudad de Cabimas. Única isla en el saco del lago.

No existen islas naturales dentro del cuerpo del Lago como tal a diferencia del Lago de Valencia.

## Contaminación

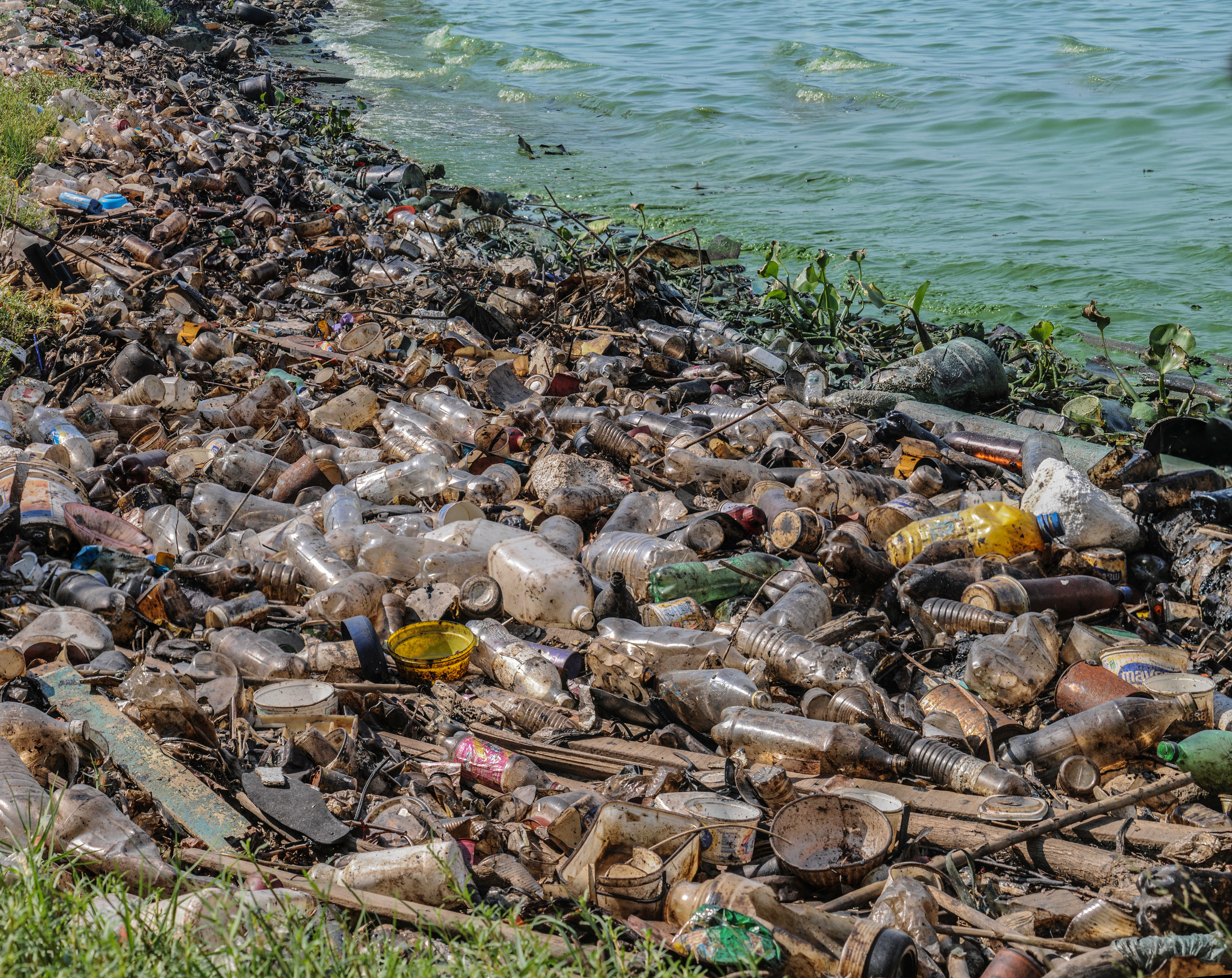
Contaminación por Lemna sp y desperdicios humanos.

El desarrollo planificado de la Región Zuliana trajo consigo también una explotación masiva del lago de Maracaibo de forma irresponsable hasta el punto que en la actualidad gran parte de su extensión se encontraba plagada de lentejas de agua (Lemna minor).
La lemna o lenteja de agua es una planta acuática que crece en ambientes ricos en nitrógeno, elemento que en forma orgánica ha sido incorporado al lago de Maracaibo sin conciencia alguna por los departamentos de aguas servidas de la compañía hidrológica local al verter las aguas negras sin tratar al lago. Se ha tratado de vincular la aparición de la Lemna obscura (Austin) Daubs con los desperdicios de las industrias asentadas en las márgenes del lago de Maracaibo, pero a pesar de ser cierto que estas industrias vierten contaminantes, no hay duda que la contaminación causada por los desechos de más de 5 millones de personas que habitan sus riberas es el peor de sus males.
Numerosos derrames de petróleo, atribuibles al menos en parte a manutención deficiente de las faenas, y la descarga indiscriminada de aguas servidas sin tratamiento previo, han deteriorado significativamente la calidad de las aguas, al punto que en la zona de Zulia las capturas han caído a niveles que impiden su explotación y en algunos puntos el agua presenta niveles de contaminación muy peligrosos para la salud.
Dentro de las actividades contaminantes se ha sumado en forma más reciente la explotación de carbón mineral, que contribuye con una cuota adicional de carga de poluentes a la cuenca.
Asimismo, las denominadas cañadas, que son cursos casuales de drenaje, arrastran hasta el lago grandes cantidades de basura proveniente de los asentamientos humanos que se encuentran a su paso. Aunado a esto, se suman los desechos residenciales, como bolsas y botellas de plástico, cauchos, entre otros elementos que tienen como destino final el lago.
La presencia de grandes cantidades de Lemna obscura, bloquea el paso de luz solar, afectando de manera significativa los ciclos biológicos, impidiendo el desarrollo de especies de algas y plantas autóctonas. Adicionalmente, los residuos de las lemna se acumulan en el fondo, generando una capa de elementos orgánicos que produce grandes cantidades de amonio, metano y otros compuestos cuya saturación provoca la eutrofización de las aguas.
Los trabajos científicos del ingeniero Gustavo Parra Pardi (1937-2019) son de gran relevancia en esta área. Entre otros, sus libros, Estudio integral sobre la contaminación del Lago de Maracaibo y sus afluentes (1979) y La conservación del Lago De Maracaibo: Diagnóstico ecológico y Plan Maestro (1986) son referencias obligatorias en el campo de la contaminación del lago.
Se estimó que en 2023 se recolectaron 135.000 toneladas de desechos sólidos del lago.
Debido al alto grado de contaminación esto le ha mermado la potencialidad de aprovechar sus aguas para uso recreativo (playas), si bien en algunos puntos las aprovechan, caso de la población de Palmarito Estado Mérida y Bobures.